# Strelasund (Schiff, 2002)
Die Strelasund ist ein deutsches Gewässerüberwachungs- und Ölauffangschiff mit Heimathafen Stralsund. Sie wird vom Staatlichen Amt für Landwirtschaft und Umwelt Stralsund bereedert.

## Geschichte
Die Strelasund ist als Gewässerüberwachungsschiff für die Küstengewässer Mecklenburg-Vorpommerns und insbesondere für die Bekämpfung von Ölunfällen eingerichtet.
Sie wurde im Rahmen der Vereinbarung des Bundes und der Küstenländer vom 22. Mai 1995 über die gemeinsame Bekämpfung von Ölunfällen auf der Neuen Germersheimer Schiffswerft gebaut. Stapellauf und Indienststellung fanden 2002 statt.

## Daten und Ausrüstung

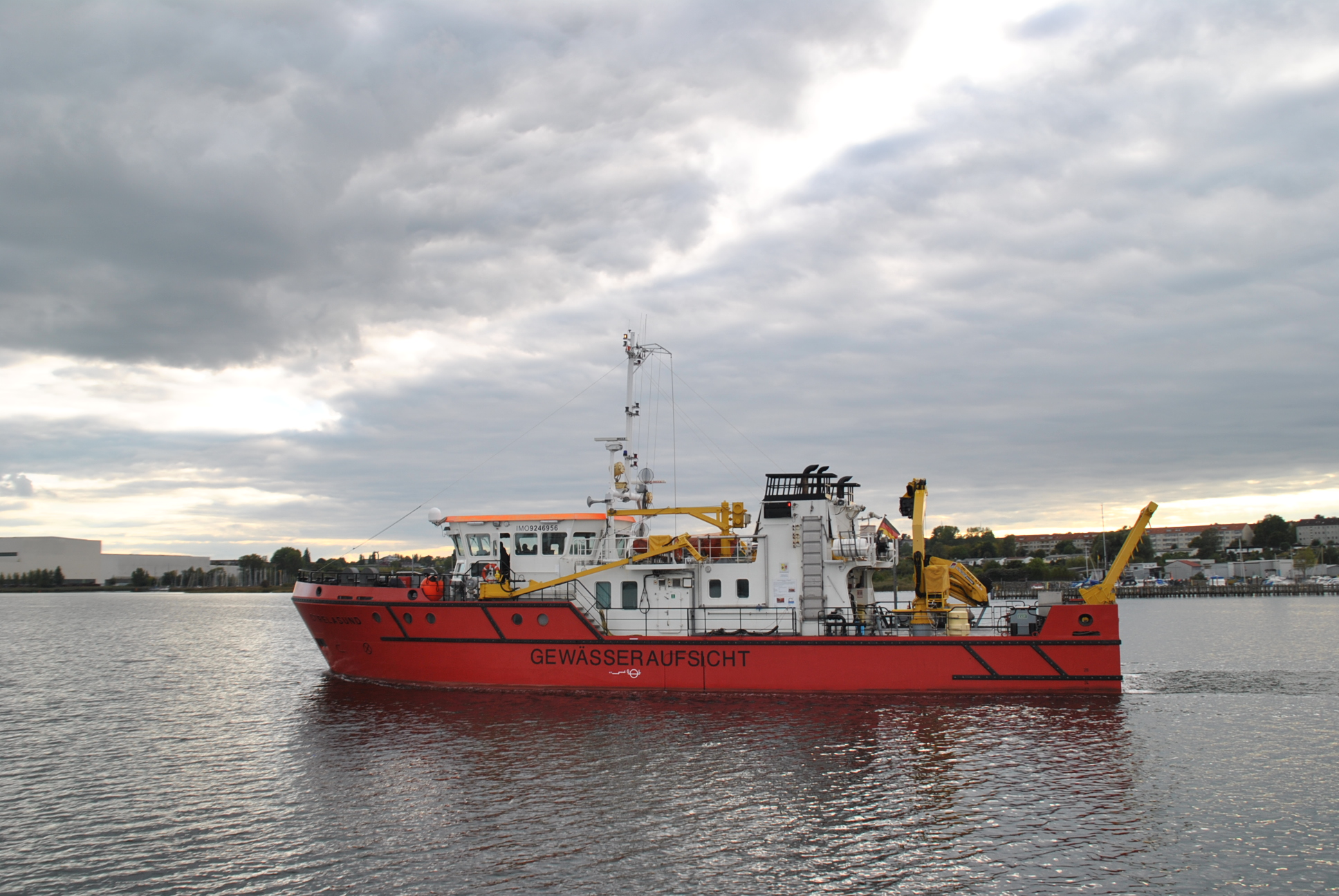
Gewässerschutzschiff STRELASUND im Hafen von Wismar

Die Strelasund ist 32,5 Meter lang und 8,4 Meter breit. Als Gewässerüberwachungsschiff hat sie eine Tiefgang von 1,8 Metern und ist somit für die Fahrt in den Boddengewässern geeignet. Als Ölfangschiff beträgt ihr Tiefgang bis 2,6 Meter. Zwei Ruderpropeller mit je 375 kW Leistung bringen das Schiff auf eine Geschwindigkeit von bis zu 11 Knoten. Ein Bugstrahlruder mit 150 kW verbessert die Manövriereigenschaften.
Für die Ölunfallbekämpfung befindet sich ein modernes Ölaufnahmesystem der Firma LAMOR an Bord. Dabei wird das Öl mit einem System aus rotierenden Kunststoffbürsten vom Wasser aufgenommen und in die insgesamt 183 Kubikmeter bzw. 210 Tonnen fassenden Ladetanks gepumpt. Die Ausrüstung entspricht den Vorschriften des Germanischen Lloyd für Ölfangschiffe. Dazu gehören eine Gaswarnanlage, die Überdruckbelüftung des Deckshauses für den Einsatz in gefährlicher Atmosphäre und eine Schaumfeuerlöschanlage.
Im Normalbetrieb sind drei Mann Besatzung an Bord. Es stehen Betriebs- und Ruheräume für bis zu zehn Personen zur Verfügung.

## Belege
1. ↑  Staatlichen Amt für Landwirtschaft und Umwelt Stralsund